# استقلال انرژی

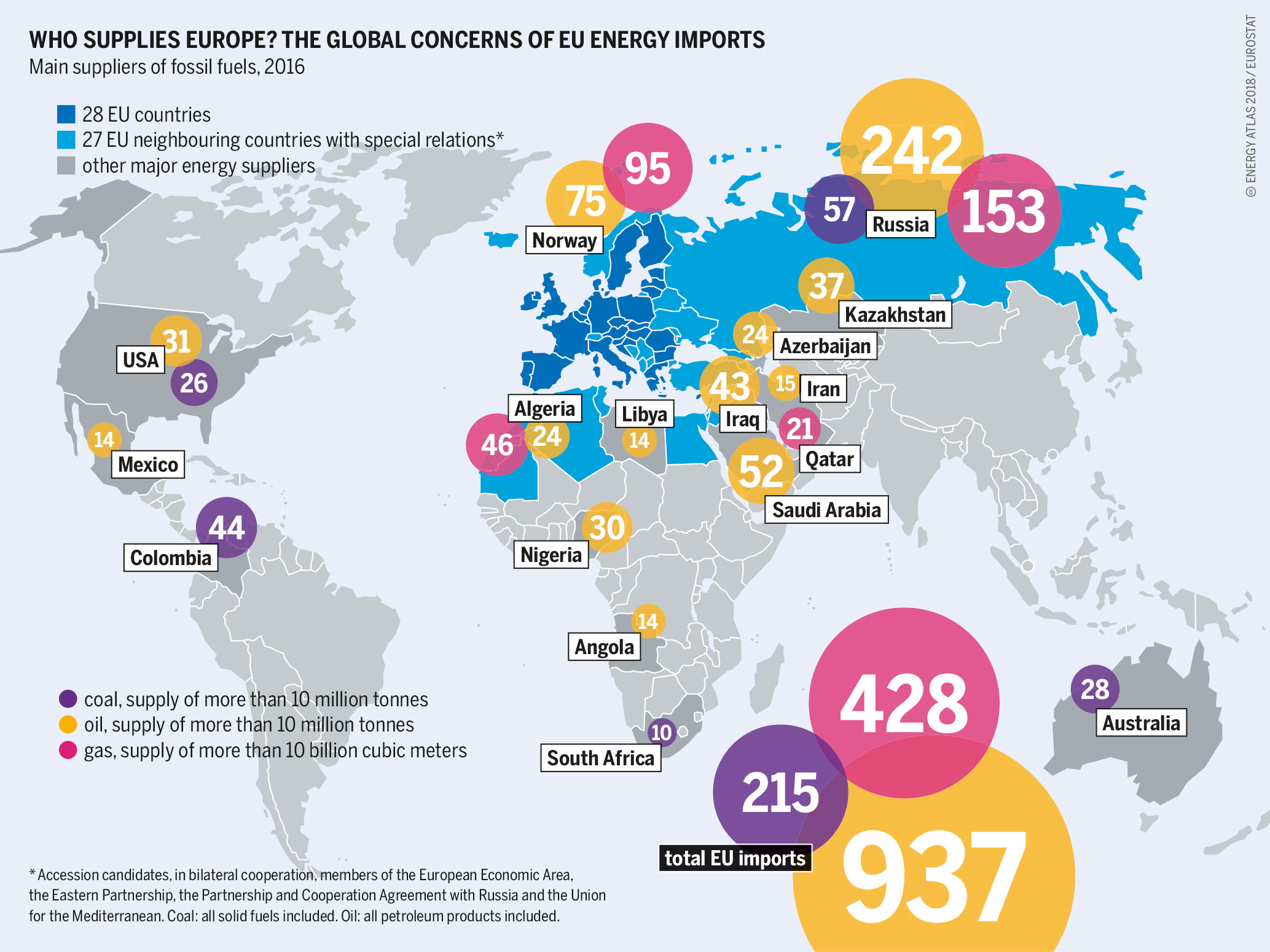
چه کسی اروپا را تأمین می‌کند؟ نگرانی‌های جهانی واردات انرژی اتحادیه اروپا

استقلال انرژی یا ناوابستگی انرژی (به انگلیسی: Energy independence) استقلال یا خودبسندگی منابع انرژی، تأمین انرژی و/یا تولید انرژی توسط صنعت انرژی، تعریف می‌شود.
وابستگی انرژی به‌طور کلی به وابستگی عمومی بشر به انرژی اولیه یا ثانویه برای مصرف انرژی (سوخت، حمل و نقل، اتوماسیون و غیره) اشاره دارد. در معنای محدودتر، ممکن است وابستگی یک کشور به منابع انرژی کشور دیگر را توصیف کند.
تعریف یوروستت از تعریف انرژی به زبان انگلیسی در زیر آمده:
Energy dependency shows the extent to which an economy relies upon imports in order to meet its energy needs. The indicator is calculated as net imports divided by the sum of gross inland energy consumption plus bunkers.— Eurostat
وابستگی انرژی یا عدم استقلال انرژی، عنوان یکی از چندین عامل (تنوع منابع انرژی، تنوع تأمین کنندگان انرژی، قابلیت تعویض منابع انرژی، حمل و نقل انرژی، نقدینگی بازار، منابع انرژی، ثبات سیاسی، شدت مصرف انرژی، تولید ناخالص داخلی) شناسایی شده‌است که به امنیت انرژی کمک می‌کند. به‌طور کلی، سطح بالاتری از وابستگی به انرژی به دلیل تداخل احتمالی مقررات تجاری، درگیری‌های مسلحانه بین‌المللی، حملات تروریستی و غیره با ریسک بالاتری همراه است
یک سهم مهم در مسیر استقلال انرژی، بهره‌وری انرژی است، زیرا استفاده کارآمد از انرژی می‌تواند به جای تکیه بر زیرساخت‌های پرهزینه در مقیاس بزرگ، بر تلاش‌های فردی برای صرفه جویی در مصرف انرژی باشد.
تلاش برای دستیابی به استقلال انرژی توسط کشورهای بزرگ یا غنی از منابع و از نظر اقتصادی قوی مانند ایالات متحده، روسیه، چین و کشورهای خاور نزدیک و خاورمیانه، در حال تلاش است. اما تا کنون این یک وضعیت ایدئال است که در حال حاضر تنها با بهره‌برداری غیرپایدار از منابع طبیعی (غیر قابل تجدید) یک کشور قابل بدست آمدن است. یکی دیگر از عوامل کاهش وابستگی، افزودن منابع انرژی تجدیدپذیر به ترکیب انرژی است. معمولاً یک کشور به منابع انرژی تجدیدپذیر و تجدیدناپذیر محلی و جهانی متکی است، و یک راه حل ترکیبی می‌باشد که منابع انرژی و روش‌های مختلف انتقال انرژی بین کشورها مانند انتقال برق، حمل و نقل نفت (خطوط لوله نفت و گاز و تانکرها) و غیره را فرض می‌کند. وابستگی اروپا به انرژی روسیه مثال خوبی از وابستگی انرژیایی است زیرا روسیه تأمین کننده اصلی زغال‌سنگ، نفت خام و گاز طبیعی اروپا است. جنگ‌های نفتی در خاورمیانه، روسیه و ایالات متحده که بازارها را غیرقابل پیش‌بینی و بی‌ثبات کرده‌است نیز نمونه‌ای عالی برای این است که چرا طرفداران و کارشناسان انرژی به کشورها پیشنهاد می‌کنند در استقلال انرژی سرمایه‌گذاری کنند. وابستگی بین‌المللی منابع انرژی کشورها را در هر جنبه ای از زندگی در معرض آسیب‌پذیری قرار می‌دهد - کشورها برای غذا، زیرساخت‌ها، امنیت، حمل و نقل و موارد دیگر به انرژی متکی هستند.
برنامه‌ریزی و هماهنگی در تلاش برای استقلال انرژی کار سیاست انرژی و مدیریت انرژی است.

### مفاهیم مرتبط
- توسعه انرژی
- امنیت انرژی
- مصرف انرژی بهینه

### نمونه‌ای از تلاش‌های ملی
- Making Sweden an Oil-Free Society
- United States energy independence
- Energy policy of Turkey
- India's three-stage nuclear power programme
- Phase-out of fossil fuel vehicles